# Hamlet Bazzano
Hamlet Bazzano (Montevideo, 15 de junio de 1876 - 1939) fue un agrimensor uruguayo, director del Instituto Nacional para la previsión del Tiempo (1905) y primer investigador científico de Uruguay especializado en la Antártida. 

## Biografía
Hijo de Francisco Bazzano; nació el 15 de junio de 1876, en Montevideo, donde concurrió a la escuela y a la Universidad de la República, obteniendo el título de Agrimensor en 1895. 

## Actividad profesional

### Instituto Nacional para la previsión del Tiempo
En 1905 se funda el "Instituto Nacional Físico-Climatológico", y es a partir de esa fecha que se organiza el "Servicio Pluviográfico diario", red que cubre numerosas estaciones del país. Paralelamente comienza a funcionar el "Instituto Nacional para la previsión del Tiempo", bajo la Dirección del Prof. Hamlet Bazzano. 

### Nacionalización del Observatorio Meteorológico Municipal
Nacionalización del Observatorio Meteorológico Municipal que funcionaba en el Prado bajo la dirección del Prof. Luis Morandi. El cuerpo legislativo al acoger el plan de transformación, resolvió elevar a la misma categoría de Instituto Nacional el observatorio que funcionaba dentro de la oficina hidrográfica del Puerto, bajo la dirección del Sr. Hamlet Bazzano. ( Anotaciones para una cronología de su vida y su obra de José Batlle y Ordóñez, por Alba Cassina de Nogara Ref: Acevedo, Tomo V, pág. 397)

### Apoyo a la Expedición de Charcot de 1910
El explorador francés Jean-Baptiste Charcot va a protagonizar dos expediciones, una entre 1903 y 1905 y la segunda entre 1908 y 1910, que marcan una continuidad en sus trabajos geográficos, cartográficos y científicos.
El 6 de marzo de 1910, Charcot con su buque el "¿Pour quoi pas?" llegó a Montevideo en busca de apoyo para reparaciones.
La colaboración que encontró en todos permaneció siempre presente para él, y las obras que recogieron sus experiencias antárticas fueron enviadas con expresivas dedicatorias, dejando en la Antártida dos topónimos en homenaje a dos uruguayos: un islote situado al S. de la Isla Peterman, recordando a Hamlet Bazzano, Director del Observatorio Nacional y una caleta en la costa Sureste de la Ensenada Martel, en la Isla Rey Jorge/ Isla 25 de Mayo, en honor de Don Antonio Lussich, propulsor de la forestación en Punta Ballena.
Fuente: Lic. Cristina Montalbán.  - Centro de Estudios Navales y Marítimos de la Armada

## Publicación científica de 1915
En diciembre de 1915, en el "Monthly Weather Review" figura la publicación de un abstract de Hamlet Bazzano, acerca de las investigaciones que había conducido en Instituto Meteorológico Nacional, describiendo fenómenos climáticos del Río de la Plata y las regiones adyacentes.

## Observaciones en la Expedición Nacional al Sur de 1916
Cuando el gobierno de Uruguay decidió apoyar el intento de rescate de la Expedición de Shackelton, envió al buque B1, "Instituto de Pesca Nº 1", al mando del T/N Ruperto Elichirebehety, que llegó hasta latitudes por debajo del paralelo 60° sur, donde su navegación se vio impedida por los hielos invernales, debiendo regresar.  
En esa expedición también se llevaron a cabo investigaciones científicas, recogiéndose muestras de agua y reportes meteorológicos que luego fueron estudiados por el Agrimensor don Hamlet Bazzano, nuestro primer especialista en asuntos antárticos.
Fragmentos del libro "1916 Marinos uruguayos en la Antártida" de Juan José Masseo, publicado por la Liga marítima, en Montevideo (1989)
"Durante la mañana del día 8 (junio de 1916) el "Instituto de Pesca Nº 1" fue visitado por el Oficial Mayor del Ministerio de Industrias, doctor Justino Jiménez de Aréchaga, quien tras departir con los expedicionarios, recorrió los compartimentos acondicionados. 
En esos momentos se produjo también el embarco del director Meteorológico Nacional. Agrimensor Hamlet Bazzano, del que recibieron a bordo las instrucciones finales para una serie de estudios meteorológicos y oceanográficos cuyo detalle veremos más adelante..."
En este mismo libro, se describe la actividad científica realizada, la cual fue dirigida por Hamlet Bazzano.
La MISIÓN DE ESTUDIOS METEOROLÓGICOS Y OCEANÓGRAFICOS que cumplió el "Instituto de Pesca Nº 1", y cuyo desarrollo habíamos preferido obviar en el relato, no fue por cierto el motor original de la expedición, pero la premura con que las autoridades dispusieron se aprovechase el viaje para esos fines, indica el grado de interés que la investigación científica revestía en nuestros medios oficiales. Tan importante cuestión exige mayor detalle, y haremos el siguiente: 
a) El Instituto Meteorológico Nacional y sus trabajos en relación internacional, 
b) El objeto de los estudios ordenados al "Instituto de Pesca Ne 1",
c) Valoración de los trabajos.
a) En el momento que nos ocupa, el Instituto Meteorológico Nacional llevaba ya más de veinte años de actividad, y tenía a su frente al Agrimensor don Hamlet Bazzano, hombre dedicado en extremo a las ciencias naturales y muy conocido por su profesorado de Geografía Física en la Universidad.
Compartía la labor didáctica en las aulas universitarias con una actividad que le mantenía muy próximo a la Marina Militar: sus clases de Oceanografía y Meteorología dictadas en la Escuela Naval.
Estos dos temas, vocación de su vida, llevaban a Bazzano a mantener una estrecha relación con científicos de renombre y vanada procedencia. Se destaca entre ello, por la razón particular de estas líneas, un joven pero ya muy conocido Oficial de la Marina Francesa: Jules Alfred Pierre Rouch, quien también dedicó sus días a las ciencias naturales especialmente la Oceanografía.
Rouch formó parte de la Segunda Expedición Antártica Francesa, llevada a cabo entre 1908 y 1910 bajo el mando del célebre Jean Baptiste Charcot a bordo del "Pourquoi-Pas?". En esa ocasión, cupo al Oficial Rouch tener a su cargo los trabajos de meteorología, electricidad atmosférica y oceanografía física, atrayendo particularmente su atención el tema de las comentes marinas.
Durante las dos campañas de verano de la expedición, dedicó especial cuidado a la medición de parámetros atmosféricos y de las aguas, sobre la línea que une, aproximadamente, el Cabo de Hornos con las Islas Shetland del Sur.
Es sobre dicha línea, o mejor dicho en la zona que la comprende, donde se unen las dos masas líquidas más grandes del planeta: los océanos Atlántico y Pacífico, y es también el lugar donde se registra la imponente corriente llamada "del Cabo de Hornos".
Bazzano, en el Instituto Meteorológico, conoce los estudios de Rouch, tanto los desarrollados en la Expedición Charcot, como también otros del mismo tenor que le llegan a través de su fluida relación.
La modesta colaboración del Director Bazzano pierde ese carácter tras el celo con que dirige o ejecuta personalmente diversos trabajos. En el Observatorio del Prado se tomaban temperaturas del aire y geotérmica, presión atmosférica, se medían evaporación, ozono, insolación y otros varios fenómenos atmosféricos. En el Antepuerto, mientras lanío, se registraban tecas las características meteorológicas, observaban las mareas, y se efectuaban análisis de las aguas.
Asumía Bazzano que las condiciones atmosféricas tenían importancia en la fuerza y dirección de las corrientes marinas, participando además de la duda en boga entonces, respecto del papel cumplido por las diferentes densidades de las masas de agua, lo que no acertaba a definir si era causa o efecto de las corrientes.
Resumamos lo anterior estableciendo que aquí, en Montevideo, Bazzano trabajaba en relación con Rouch, conocía el resultado de sus estudios y se esforzaba en complementarlos.
b) Mientras se llevan a cabo los febriles preparativos de la expedición nacional, Bazzano, a quien no escapan las magníficas posibilidades que brinda el viaje a realizarse, obtiene sin esfuerzo alguno la colaboración necesaria, y contando con la pertinente autorización y la buena disposición de los exploradores, inicia su actividad.
Comienza esta por el envío a bordo del instrumental necesario, que se compone de termómetros muy precises de máxima y mínima, psicrómetros, e instrumental que permite tomar temperatura y extraer muestras de agua a diferentes profundidades, así como también botellas que serían lanzadas al agua con documentación en su interior indicando fecha y posición, que son de uso normal para estudiar las corrientes marinas. 
Luego de verificado el envío, el propio Director del Meteorológico se hace presente en el vapor para dar instrucciones precisas, a la Plana Mayor expedicionaria, acerca del uso de los instrumentos. Es deber de aquellos registrar todos los datos meteorológicos (temperatura, presión, humedad, nubosidad y meteoros), traer de vuelta a Montevideo numerosas muestras de agua, cuya periodicidad de recolección les fue indicada, y largar fuera de borda las botellas que sirven para apreciar la dirección de la corriente.
El objetivo de estos estudios era complementar los trabajos de Rouch acerca de la corriente del Cabo de Hornos, haciéndolo ahora en la línea Islas Malvinas - Islas Shetland, es decir algo más adentro en el Atlántico de lo que Rouch lo hiciera seis años antes.
Los trabajos encomendados fueron cumplidos estrictamente, y así nos lo hace saber el Jefe expedicionario a la vuelta de su misión. Se hace evidente el celo en la ejecución de los trabajos científicos dispuestos, cuando se considera que fueron tomadas para su análisis muestras de agua de la Latitud 60º40' Sur, es decir del lugar donde maniobraban encerrados por los hielos con riesgo inminente para sus vidas. 
c) Se puede proceder a valorar el esfuerzo conjunto del vapor de rescate y el Instituto Meteorológico por manifestaciones del propio Rouch que, indirecta pero apropiadamente, interesan en nuestro caso.
Como ponderación de época digamos que Jules Rouch, siendo Teniente de Navío, escribió en 1919 en los "Annales hidrographiques" acerca de las grandes lagunas que había en los importantes archivos meteorológicos franceses, especialmente en lo que se refiere a las zonas alejadas de las rutas normales de navegación. Tampoco es esquivo para decir como son de irregulares las observaciones efectuadas por las naves de su propia bandera.
Véase a la luz de lo anterior, que el "Instituto de Pesca Nº 1" procedió por el contrario con regularidad y precisión, actitud tan extraordinaria en comparación con las palabras de Rouch, como extraordinario es también que se verificara en las inhóspitas y entonces poco conocidas aguas australes.
Dijimos más arriba que también acudiríamos al propio Rouch para una valoración intelectual de los estudios del año 16: pues bien, el citado francés, famoso ya, y respaldado por las instituciones oceanográficas más importantes, escribe en 1959 una destacada obra, que titula "Les Découvertes Océanographiques Modernes". En tales escritos, su profunda experiencia de varias décadas de investigación le permite enseñar con propiedad que, a pesar de les innumerables estudios y la comparación de infinidad de datos, todavía no se puede definir el contorno de las corrientes marinas.
No es necesario detenerse en demasía sobre lo dicho para reconocer en los estudios de Bazzano un objetivo que es aún hoy, apasionante para la ciencia.
Pero si nos sorprende el alcance de sus miras, no logra menos el acierto de sus cálculos. Debe recordarse, el efecto, que la expedición trajo muestras de agua a fin de calcular el porcentaje de cloruros en solución, lo que estaba de acuerdo con la teoría entonces en boga, según la cual la densidad del líquido guardaba relación con las corrientes, siendo por tanto aquellos estudios apropiados a su tiempo. Pero es menester tener presente que el "Instituto de Pesca Nº 1" no sólo recogió muestras, sino que también registró temperaturas a diversas profundidades, y observó y asentó datos atmosféricos, elementos éstos que a principios de siglo eran escasamente considerados en el proceso gestatorio de las corrientes marinas. 
Sin embargo, es nuevamente Rouch quien nos hace saber, cuarenta y tres años después de nuestros trabajos, el acierto de la tesis que los fundamentaba. Habla el notable oceanógrafo de fuerzas internas (temperatura y salinidad de las aguas) lo que coincidía con la enseñanza clásica y ya sabemos que fue atendido por nuestros marinos; pero la sorpresa se impone cuando se consideran por parte del científico francés fuerzas externas (presión atmosférica y vientos), que Bazzano indudablemente presumía influyentes, y que los expedicionarios se encargaron sobradamente  de preservar junto a un cúmulo de otros catos meteorológicos, cuatro décadas antes de que ese factor juera reconocido.
Creemos haber considerado lo suficiente como para afirmar que globalmente observada, la Expedición Nacional al Sur tuvo carácter científico- humanitario, y que la importancia de su razón primera y evidente, es decir el rescate de los náufragos del "Endurance", no alcanza a opacar nuestra afirmación.
Esa misión original, tal como fue expuesto, presenta ya ese doble aspecto humanitario y científico del viaje, facetas que son algo difíciles de distinguir en aquel solo hecho, pero que se separan y muestran claramente si se cuenta en el primer campo la búsqueda del "Argos", y en el segundo la misión dispuesta por el Instituto Meteorológico Nacional y las apreciaciones efectuadas acerca del viaje por su valor en el mismo sentido.
Si tras las precedentes explicaciones puede alguien abrigar dudas respecto del sentido total de la expedición, o creer que son disquisiciones actuales las que le atribuyen méritos que trascienden el auxilio a los hombres de Shackleton, basta repasar las páginas de la Revista del Centro Militar y Naval en su número del 30 de junio de 1916. 
Dice allí que el buque "lleva instrumentos y aparatos de observación y estudie, pues la expedición además de su misión eminentemente filantrópica, se dedicará en lo posible a estudios científicos".

## Apoyo a la Expedición Wilkins - Hearts Antartic Expedition en 1928
Director del Observatorio Nacional,  don Hamlet Bazzano, el primer uruguayo especialista en asuntos antárticos, colaborador nada menos que de Amundsen, Charcot y Shackleton, a Bazzano le solicita apoyo para su empresa, para lo cual concurre al Observatorio Nacional (el que estaba situado frente al puerto, en el tercer piso del ex Hotel Nacional, en esa época sede de varias dependencias de la Universidad de la República), acompañado por el Capitán del Puerto de Montevideo don Enrique Tylor, que lo introduce con el Sr. Bazzano, allí recabó datos durante una semana, entre otras cosas se llevó una copia fotográfica de una serie de mapas y cartas del Antártico, publicadas por el Servicio Hidrográfico de Francia (quizá las que delineó el Dr. Jean Baptiste Charcot a principios de siglo, desde su buque el Pourquoi Pas), particularmente una de la Isla Decepción y la región de Peter Mann que termina al sur de la isla designada con el nombre Bazzano en honor del Director del Observatorio.